# FK Bischkek City
Der FK Bischkek City ist ein kirgisischer Fußballverein aus Bischkek. Aktuell, Stand April 2025, spielt der Verein in der ersten Liga.

## Geschichte
Der Verein wurde 2025 gegründet und startete im gleichen Jahr in der ersten Liga.

## Stadion
Der Verein trägt seine Heimspiele im Dölön-Ömürsakow-Stadion in Bischkek aus. Das Stadion hat ein Fassungsvermögen von 23.000 Personen.

## Saisonplatzierung
| Saison | Liga     | Level | Platz | Kyrgyzstan Cup |
| ------ | -------- | ----- | ----- | -------------- |
| 2025   | Top Liga | 1     |       |                |

## Trainer
| Trainer    | Nation    | von            | bis   |
| ---------- | --------- | -------------- | ----- |
| Mavi Lopes | Brasilien | 9. Januar 2025 | heute |

## Aktueller Kader
Stand: März 2025
| Nr. |             | Position | Name               |
| --- | ----------- | -------- | ------------------ |
| 6   | Brasilien   | AB       | Julinho            |
| 7   | Kirgisistan | MF       | Raul Dzhalilov     |
| 8   | Brasilien   | MF       | Celso              |
| 9   | Russland    | MF       | Ivan Solovyov      |
| 10  | Kirgisistan | MF       | Edgar Bernhardt    |
| 11  | Brasilien   | ST       | Cristiano          |
| 13  | Kirgisistan | TW       | Artur Ismanbekov   |
| 17  | Kirgisistan | ST       | Orozbek Timur uulu |
| 19  | Brasilien   | MF       | Alemão             |
| 20  | Deutschland | AB       | Flodyn Baloki      |
| 21  | Kirgisistan | MF       | Islam Mezhitov     |

| Nr. |             | Position | Name                   |
| --- | ----------- | -------- | ---------------------- |
| 22  | Kirgisistan | MF       | Anton Zemlyanukhin     |
| 27  | Kirgisistan | MF       | Elmirbek Kuvanychbekov |
| 31  | Kirgisistan | TW       | Alexander Shapkarin    |
| 32  | Brasilien   | AB       | Taylon                 |
| 33  | Kirgisistan | TW       | Artem Pryadkin         |
| 64  | Kirgisistan | AB       | Aidar Alymkulov        |
| 66  | Russland    | AB       | Igor Gubanov           |
| 77  | Kirgisistan | MF       | Asylbek Tynchybek      |
| 88  | Kirgisistan | ST       | Aydar Sharipov         |
| 99  | Ukraine     | MF       | Mykyta Peterman        |